# Galium catalinense
Galium catalinense är en måreväxtart som beskrevs av Asa Gray. Galium catalinense ingår i släktet måror, och familjen måreväxter.

## Underarter
Arten delas in i följande underarter:
- G. c. acrispum
- G. c. catalinense